# Рододендрон мягкий
Рододе́ндрон мя́гкий (лат. Rhododéndron mólle) — вид из подсекции Sinensia секции Pentanthera подрода Hymenanthes рода Рододендрон (Rhododendron) семейства Вересковые (Ericaceae).

## Распространение и экология
Номинативный подвид широко распространён в Китае — от Цзянсу на востоке до Гуандуна на юге и Юньнани и Сычуани на западе. Произрастает на равнинных лугах, на каменистых с сосной, в сосновых лесах. Высота — до 2500 м над уровнем моря. Цветёт обычно с апреля по июнь.
Рододендрон японский распространён только в Японии — от острова Хоккайдо на севере до Сикоку и Кюсю на юге. Встречается на открытых местах в лесах, по склонам холмов, на вулканических остатках на высоте до 2100 м. Цветёт с мая по июль.

## Ботаническое описание
Рододендрон мягкий — кустарник или небольшое дерево до 2 м в высоту. Молодые веточки обычно покрытые одноклеточными и многоклеточными волосками. Листовые почки голые или с одноклеточным опушением.
Листья плёнчатые, яйцевидно-обратнояйцевидные до эллиптических, 4—13 см длиной и 1,7—4 см шириной, с цельным краем, с заострённым или тупым концом. Верхняя поверхность листовой пластинки тёмно-зелёная, покрытая одноклеточными и многоклеточными волосками, нижняя — в основном голая, сизоватая, по осевой жилке с чаще многоклеточными волосками.
Цветочные почки каштаново-коричневые, с одноклеточным опушением.
Цветки распускаются до появления листьев или одновременно с ним, с приятным сладковатым запахом. Соцветие кистевидное, состоит из 3—13 цветков. Чашечка не больше 0,4 см длиной, разделена на неравные чашелистики. Венчик золотисто-жёлтый, жёлто-оранжевый или огненно-красный, верхний лепесток с пятнышками. Внутренняя поверхность венчика обычно покрыта опушением. Тычинки густоопушённые, 3,5—5,5 см длиной, немного длиннее трубки венчика. Пестик также опушённый, до 6,7 см длиной.
Плод — коробочка 1,3—3,6×0,5—1,4 см, покрытая одноклеточными волосками. Семена яйцевидно-веретеновидные, каштаново-коричневые, 2—5,5×1—3 мм.

## Таксономия

### Разновидности и синонимы
- Rhododendron molle subsp. japonicum (A.Gray) Kron, 1993 — Рододендрон японский. Цветки этой разновидности окрашены разнообразно.
  - Azalea japonica A.Gray, 1859basionym
  - Azalea mollis var. glabrior Miq. ex Regel, 1867
  - Azalea pontica var. sinensis (Lodd.) Lindl., 1829
  - Azalea sinensis Lodd., 1824
  - Azalea sinensis var. glabrior (Miq. ex Regel) Maxim., 1870
  - Rhododendron glabrius (Miq. ex Regel) Nakai, 1922
  - Rhododendron glabrius var. aureum (E.H.Wilson) Nakai, 1922
  - Rhododendron japonicum (A.Gray) Valck.Sur., 1908
  - Rhododendron japonicum f. aureum E.H.Wilson, 1921
  - Rhododendron japonicum f. canescens (Sugim.) Sugim., 1975
  - Rhododendron japonicum var. canescens Sugim., 1972
  - Rhododendron molle var. japonicum (A.Gray) Makino, 1956
  - Rhododendron sinense (Lodd.) Sweet, 1826
  - Rhododendron sinense var. roseum Ito, 1913
- Rhododendron molle (Blume) G.Don subsp. molle обладает золотисто-жёлтыми цветками.
  - Azalea mollis Blume, 1826basionym

## В культуре
Номинативный подвид выдерживает понижения температуры до −18 °С.
В условиях Нижегородской области видовые растения, а также сорта 'Album' и 'Aureum' относительно зимостойки. В суровые зимы подмерзают концы побегов и цветочные почки, может повреждаться и многолетняя древесина. Семена вызревают.